# Lijst van voetbalinterlands Kirgizië - Mongolië
Deze lijst van voetbalinterlands is een overzicht van alle officiële voetbalwedstrijden tussen de nationale teams van Mongolië en Kirgizië. De landen hebben tot nu toe twee keer tegen elkaar gespeeld. De eerste ontmoeting, een kwalificatiewedstrijd voor het Wereldkampioenschap voetbal 2022, vond plaats in Ulaanbaatar op 15 oktober 2019. Het laatste duel, de returnwedstrijd in dezelfde kwalificatiereeks, vond plaat op 7 juni 2021 in Osaka (Japan).

## Wedstrijden
| № | Plaats      | Datum           | Competitie           | Wedstrijd           | Uitslag |
| - | ----------- | --------------- | -------------------- | ------------------- | ------- |
| 1 | Ulaanbaatar | 15 oktober 2019 | WK 2022 kwalificatie | Mongolië − Kirgizië | 1 − 2   |
| 2 | Osaka       | 7 juni 2021     | WK 2022 kwalificatie | Kirgizië − Mongolië | 0 − 1   |

## Samenvatting
| Competitie      | Totaal gespeeld | Winst Kirgizië | Gelijk | Winst Mongolië | Doelsaldo Kirgizië – Mongolië |
| --------------- | --------------- | -------------- | ------ | -------------- | ----------------------------- |
| WK-kwalificatie | 2               | 1              | 0      | 1              | 2 − 2                         |
| Totaal          | 2               | 1              | 0      | 1              | 2 − 2                         |

MFF · Mongolisch vrouwenelftal
Interlands
Tegenstander:
Afghanistan ·
Azerbeidzjan ·
Bangladesh ·
Bhutan ·
Brunei ·
Cambodja ·
Filipijnen ·
Georgië ·
Guam ·
Hongkong ·
India ·
Japan ·
Jemen ·
Kirgizië ·
Koeweit ·
Laos ·
Libanon ·
Macau ·
Malediven ·
Maleisië ·
Mauritius ·
Myanmar ·
Noord-Korea ·
Oezbekistan ·
Oost-Timor ·
Palestina ·
Saoedi-Arabië ·
Singapore ·
Sri Lanka ·
Tadzjikistan ·
Taiwan ·
Tanzania ·
Vanuatu ·
Vietnam ·
Zuid-Korea
KFU · 
A-internationals · 
Bondscoaches · 
Statistieken · 
Kirgizisch vrouwenelftal · 
Kirgizië U21 · 
Kirgizië U20 · 
Kirgizië U19 · 
Kirgizië U18 · 
Kirgizië U17
1990 – 1999 · 
2000 – 2009 · 
2010 – 2019 ·
2020 − 2029
1992 · 
1993 · 
1994 · 
1995 · 
1996 · 
1997 · 
1998 · 
1999 · 
2000 · 
2001 · 
2002 · 
2003 · 
2004 · 
2005 · 
2006 · 
2007 · 
2008 · 
2009 · 
2010 · 
2011 · 
2012 · 
2013 ·
2014 ·
2015 ·
2016 ·
2017 ·
2018 ·
2019 ·
2020 ·
2021 ·
2022 ·
2023 ·
2024
Afghanistan ·
Australië ·
Azerbeidzjan ·
Bahrein ·
Bangladesh ·
Cambodja ·
China ·
Estland ·
Filipijnen · 
India ·
Indonesië ·
Irak ·
Iran ·
Japan ·
Jemen ·
Jordanië ·
Kazachstan ·
Koeweit ·
Libanon ·
Macau ·
Malediven ·
Maleisië ·
Moldavië ·
Mongolië ·
Myanmar ·
Nepal ·
Noord-Korea ·
Oezbekistan ·
Oman ·
Pakistan ·
Palestina ·
Qatar ·
Rusland ·
Saoedi-Arabië ·
Singapore ·
Sri Lanka ·
Syrië ·
Tadzjikistan ·
Taiwan ·
Thailand ·
Turkmenistan ·
Verenigde Arabische Emiraten ·
Wit-Rusland ·
Zuid-Korea